# Zollmühle (Treuchtlingen)
Zollmühle ist ein Gemeindeteil der Stadt Treuchtlingen im Landkreis Weißenburg-Gunzenhausen (Mittelfranken, Bayern). Zollmühle liegt in der Gemarkung Wettelsheim.

## Lage
Die Einöde liegt an der Rohrach, zwischen Wettelsheim und Bubenheim und nördlich der Ziegelmühle. Nordöstlich mündet diese etwa 100 Meter entfernt bei Bubenheim in die Altmühl. Die Kreisstraße WUG 5 führt vorbei.

## Geschichte
Der Ort wurde 1616 als „Zohlmühl“ erstmals urkundlich erwähnt.
Mit dem Gemeindeedikt (frühes 19. Jahrhundert) gehörte Zollmühle zur Ruralgemeinde Wettelsheim. Diese wurde im Zuge der Gemeindegebietsreform am 1. Juli 1972 nach Treuchtlingen eingegliedert.